# Agrupació de Cadenes Hoteleres
L'Agrupació de Cadenes Hoteleres (fins al 2004, Agrupació de Cadenes Hoteleres de Balears) és una entitat fundada el 1977 per les cadenes hoteleres més importants de les Illes Balears. Entre els membres, hi ha Riu Hotels & Resorts, Barceló Hotels, Iberostar Hotels & Resorts, Globalia i Sol Melià Hoteles.

## Presidents
- 1977-1980: Gabriel Barceló Oliver (Hotels Barceló)
- 1980-1982: José Lorenzo Mulet Sans (Hotels Barceló)
- 1982-1983: Joan R. Pol Mercadal (Hoteles Agrupados)
- 1983-1985: Antonio Neira Sánchez (Thomson Ibérica)
- 1985-1990: Miquel Capó Oliver (Sur Hotels)
- 1990-1994: Joan Palou Cañellas (Royaltur)
- 1995-2002: Miguel Angel Fornés Nombela (Barceló Hotels & Resorts)
- 2002-2004: Miquel Amengual Cifre (Mac Hoteles)
- 2004-2007: Francisco Miralles Fornés (THB Hotels)[3]
- 2007-2010: Aurelio Vázquez Villa (Iberostar)[1][4]
- 2010-2014: Margarita Ramis Fornés (Grupotel)
- 2014-actualitat: Simón Pedro Barceló Vadell (Hotels Barceló)[5]